# Blagues de stars
 (février 2012).
Si vous disposez d'ouvrages ou d'articles de référence ou si vous connaissez des sites web de qualité traitant du thème abordé ici, merci de compléter l'article en donnant les références utiles à sa vérifiabilité et en les liant à la section « Notes et références ».
Blagues de stars (PrankStars) est une émission de téléréalité américaine diffusée aux États-Unis depuis le 15 juillet 2011 sur Disney Channel et, en France, depuis le 1er février 2012 sur Disney Channel France.
La première saison contient 6 épisodes (un par mois) ; 10 épisodes supplémentaires ont été commandés.
L'émission a pour but de piéger les fans avec la complicité des vedettes des séries Disney.

## Épisodes

### Épisode 1
- Première diffusion USA : 15 juillet 2011
- Première diffusion France : 1er février 2012

Invités
- Selena Gomez (Les Sorciers de Waverly Place)
- Mitchel Musso (Hannah Montana et Paire de rois)
- Debby Ryan (La Vie de croisière de Zack et Cody et Jessie)

### Épisode 2
- Première diffusion USA : 12 août 2011
- Première diffusion France : 31 décembre 2012

Invités
- Adam Hicks (Lemonade Mouth et Zeke et Luther)
- China Anne McClain (Section Genius)

### Épisode 4
- Première diffusion USA : 16 octobre 2011
- Première diffusion France : 6 janvier 2013

Invités
- Leo Howard (Tatami Academy)
- Tiffany Thornton (Sonny et Sketches à gogo !)

### Épisode 5
- Première diffusion USA : 25 novembre 2011
- Première diffusion France : 10 avril 2012

Invités
- Raven-Symoné (Phénomène Raven)
- Bella Thorne (Shake It Up et Amiennemies)

### Épisode 6
- Première diffusion USA : 16 décembre 2011
- Première diffusion France : 1er janvier 2013

Invités
- Allstar Weekend
- Bridgit Mendler (Bonne chance Charlie et Lemonade Mouth)